# Shobogenzo
El Shōbōgenzō (正法眼蔵) és un monument literari que constitueix un dels cims del pensament japonés (i també universal). Aquesta és l'obra principal i inacabada del mestre Dôgen (1200 - 1253), el fundador del Soto zen al Japó; la va escriure des del 1231 fins a la seua mort. El Shôbôgenzô és un recull de textos que sorprenen per l'originalitat i caràcter poètic, i també són desconcertants. Molts en són comentaris i desenvolupaments de Dogen sobre koan xinesos de tradició budista. Aquesta obra, rica i polisèmica, el significat de la qual no es pot circumscriure a la tradició hermenèutica occidental, demana la implicació del lector molt més enllà d'un enfocament acadèmic.

## Presentació

### Títol
Shôbôgenzô (正法眼蔵, en japonés; en xinés piyin: Zhèngfă-yǎncáng) és el títol genèric que el mateix Dôgen donà al seu recull, i que es pot traduir com El tresor de l'ull del veritable Dharma (Gudō Wafu Nishijima, Kazuaki Tanahashi) El tresor de l'ull de la llei autèntica (Bernard Faure) o fins i tot per La llei vertadera, Tresor de l'ull (Yoko Orimo, que en fa una anàlisi semàntica del títol).
1. Maka hannya haramitsu (摩訶般若波羅蜜), "La virtut de gran saviesa", 1233 (Orimo - Deshimaru - Girard - Okumura).
2. Busshô (佛性), "La naturalesa de Buda", 1241 (Orimo - Vacher - Nakimovitch).
3. Shinjin gakudô (身心學道.), "L'estudi de la via pel cos i per l'esperit", 1242 (Orimo - Deshimaru - Coursin).
4. Sokushin zebutsu (即心是仏), "L'esperit és Buda", 1239 (Orimo - Faure - Girard).
5. Gyôbutsu igi (行佛威儀), "Les actituds majestuoses de Buda en la seua pràctica", 1241 (Orimo).
6. Ikka myôju (顆明珠), "Una perla brillant", 1238 (Orimo - Deshimaru).
7. Shin fukatoku (心不可得), "L'esperit és inaferrable", 1241 (Orimo).
8. Kobusshin (古佛心), "L'esperit dels antics budes", 1243 (Orimo).
9. Daigo (大悟), "El gran despertar", 1242 (Orimo).
10. Zazengi (坐禪儀), "Les regles de la meditació asseguda", 1243 (Orimo).
11. Zazenshin (坐禪箴), "Resum de meditació asseguda", 124, (Orimo).
12. Kaiin zanmai (海印三昧), "El samâdhi del segell de l'oceà", 1242 (Orimo).
13. Kûge (空華), "Les flors de la vida", 1243 (Orimo).
14. Kômyô (光明), "L'esclat de llum", 1242 (Orimo).
15. Gyôji (行持), "La pràctica assídua", 1242 et 1243 (Orimo).
16. Inmo (恁麼), "Tal", 1242 (Orimo - Vacher).
17. Kannon (觀音), "Avalokitesvara", 1242 (Orimo - Deshimaru).
18. Kokyô (古鏡), "L'antic espill", 1241 (Orimo).
19. Uji (Shôbôgenzô) (有時), "Ser temps", 1240 (Orimo - Vacher - Linhartova - Girard).
20. Juki (授記), "La predicció", 1242 (Orimo).
21. Zenki (全機), "La total activitat", 1242 (Orimo - Vacher).
22. Tsuki (都機), "La plena activitat", 1243 (Orimo).
23. Gabyô 畫餅, "La imatge d'un pastís d'arròs", 1242 (Orimo - Linhartova).
24. Keisei sanshoku 谿聲山色, "El so de la vall i la forma de la muntanya", 1240, (Orimo - Faure).
25. Bukkôjôji 佛向上事, "Sobrepassar a Buda", 1242 (Orimo).
26. Muchû setsumu 夢中説夢, "Explicar un somni dins un somni", 1242, (Orimo).
27. Raihai tokuzui 禮拜得髓, "Inclinar-se i obtenir el moll", 1240 (Orimo - Coursin).
28. Sansuikyô 山水經, "El sutra de les muntanyes i rius", 1240, (Orimo - Faure).
29. Kankin 看經, "La lectura dels sutra", 1241(Orimo).
30. Shoaku makusa 諸悪莫作, "No fer cap mala acció", 1240, (Orimo).
31. Den'e 傳衣, "La transmissió del vestit", 1240 (Orimo).
32. Dôtoku 道得, "saber dir", 1242 (Orimo).
33. Bukkyô 佛教, "Els ensenyaments de Buda", 1241 (Orimo).
34. Jinzû 神通, "Els poders meravellosos", 1241 (Orimo).
35. Arakan 阿羅漢, "L'arhat", 1242 (Orimo).
36. Shunjû 春秋, "La primavera i la tardor", 1244 (Orimo).
37. Kattô 葛藤, "Els embulls", 1243 (Orimo).
38. Shisho 嗣書, "El certificat de successió", 1241 (Orimo).
39. Hakujushi 柏樹子, "El xiprer", 1242 (Orimo).
40. Sangai yuishin 三界唯心, "Els tres mons tenen un sol esperit", 1243 (Orimo).
41. Sesshin sesshô 説心説性, "Explicar l'esperit i explicar la natura", 1243 (Orimo).
42. Shohô jissô 諸法實相, "El veritable aspecte dels dharma", 1243 (Orimo).
43. Butsudô 佛道, "La via de Buda", 1243 (Orimo).
44. Mitsugo 密語, "La paraula secreta", 1243 (Orimo - Rocher).
45. Mujô seppô 無情説法, "La predicació de les coses inanimades", 1243, (Orimo - Linhartova).
46. Bukkyô 佛經, "Les escriptures búdiques", 1243 (Orimo).
47. Hosshô 法性, "La natura del dharma", 1243 (Orimo).
48. Darani 陀羅尼, "Els dhârani", 1243 (Orimo).
49. Semmen 洗面, "La neteja de la cara", 1239 (Orimo).
50. Menju 面授, "La transmissió directa", 1243 (Orimo).
51. Busso 佛祖, "Els budes i els patriarques", 1241 (Orimo).
52. Baika 梅華, "Les flors del bresquiller", 1243 (Orimo - Linhartova).
53. Senjô 洗淨, "La purificació", 1239.
54. Jippô 十方, "Les deu direccions", 1243 (Orimo).
55. Kembutsu 見佛, "Veure a Buda", 1243 (Orimo).
56. Henzan 徧參, "Les consultes", 1243 (Orimo).
57. Ganzei 眼睛, "La nineta dels ulls", 1243 (Orimo).
58. Kajô 家常, "La quotidianitat de la llar", 1243 (Orimo).
59. Sanjûshichihon bodaibumpô 三十七品菩提分法, "Les trenta-set rúbriques del despertar", 1244 (Orimo).
60. Ryûgin 龍吟, "El rugit del drac", 1243 (Orimo).
61. Soshi seirai i 祖師西来意, "La idea del mestre patriarca venint de l'oest", 1244 (Orimo).
62. Hotsu mujôshin 發菩提心, "La producció de l'esperit insuperable", 1244, (Orimo).
63. Udonge 優曇華, "La flor d'udumbara", 1244, (Orimo).
64. Nyorai zenshin 如來全身, "El cos sencer del tathâgata", 1244 (Orimo).
65. Sammai ô zammai 三昧王三昧, "El samâdhi, rei dels samâdhi", 1244 (Orimo).
66. Tembôrin 轉法輪, "Posar la roda del dharma en moviment", 1244 (Orimo).
67. Daishugyô 大修行, "La gran pràctica", 1244.
68. Jishô zammai 自證三昧, "Le samâdhi de la realització d'un mateix", 1244 (Orimo).
69. Kokû 虚空, "L'espai buit", 1245 (Orimo).
70. Hatsuu 鉢盂, "El bol", 1245 (Orimo).
71. Ango 安居, "La retrat", 1245 (Orimo).
72. Tashintsû 佗心通, "La penetració de l'esperit de l'altre", 1245 (Orimo).
73. Osaku sendaba 王索仙陀婆, "El rei qui demanava saindhava", 1245 (Orimo).
74. Shukke 出家, "El renunciant", 1246 (Orimo).

Aquest títol fa referència a un episodi segurament no autèntic de la vida de Buda, a la muntanya dels Voltors, quan el Venerable està transmetent la Llei a Mahâkâshyapa, començant el seu discurs amb aquestes paraules: "Tinc el tresor de l'ull de la llei autèntica...". Dogen es refereix sovint a aquest episodi, i l'elecció d'aquest títol marca el desig d'un retorn a les fonts del budisme, més enllà del sectarisme de les escoles. En aquestes condicions, aquest títol Shôbôgenzô podria considerar-se com el resum de la paraula completa del Buda. Dôgen es col·loca així com l'hereu directe de Buda i Mahâkâshyapa al Japó. Charles Vacher suggereix llavors traduir Shôbôgenzô com Tresor de la visió justa, com a resum de les paraules de la transmissió per part del Buda a la muntanya dels voltors.

### Natura i història de l'obra

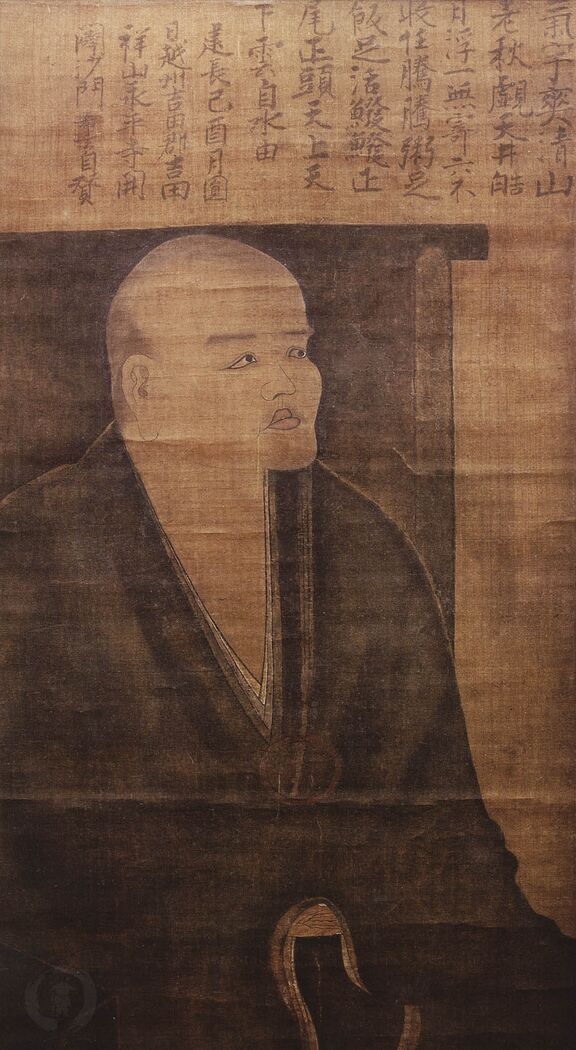
Mestre Dogen

El Shôbôgenzô és un recull de 92 (o 95 segons la compilació) de textos del mestre zen japonés Dôgen Zenji, confegit entre el 1231 i el 1253 (any de la mort de Dôgen). És una obra original i difícil, una col·lecció acolorida i poètica d'escrits en estil barroc, dedicats a l'exegesi, interpretació i traducció d'antics sutres i al corpus existent del zen xinés.
Dogen es considera l'hereu d'una tradició budista segons la qual la natura és el Despertar, i per a la qual l'absolut s'actualitza amb la pràctica. Els temes principals en són, doncs, la natura i el Despertar. En això s'oposa a altres tradicions, naturalistes o sincrètiques, de les quals procedeixen alguns dels seus alumnes, i és a ells primer a qui s'adreça, en aquests textos filosòfics i religiosos, elaborant arguments a voltes polèmics.
El Shôbôgenzô és una obra alhora retòrica, dialògica i performativa:
- Una obra retòrica, perquè vol persuadir i seduir els lectors recolzant-se en els koans tradicionals que Dôgen comenta i amplia sota infinites variacions que també són exercicis estilístics.
- Una obra dialògica perquè s'adreça en primer lloc als seus alumnes, i pressuposa un interlocutor silenciós, a qui Dôgen, però, a vegades dona la paraula.
- Una obra performativa segons Dogen: "el discurs no és tant valuós per la seua capacitat de representar la realitat com pel seu poder per produir-la". La naturalesa a voltes violenta de la polèmica també fa referència al caràcter agonístic de la tradició zen: "una paraula viva, un pensament en acció, una paraula que és acció".

“Un discurs directe que crida i desafia, sacseja els hàbits de pensament, l'evidència fàcil del sentit comú, el discurs en fragments que commocionen i obliguen a qüestionar. Les respostes es fixarien en un sistema”: la lectura del Shôbôgenzô, per tant, no permet adquirir coneixements formals sobre el budisme. Dôgen proposa un retorn a les fonts del budisme i rebutja qualsevol noció de l'escola zen. “El seu pensament, per expressar-se, desafia el principi mateix de coherència sistemàtica, lineal, dialèctica o circular, tal com s'ha desenvolupat a Occident”. (Bushhô - nota 93, pàg. 266)
1. Jukai 受戒, "La réception des préceptes" (Orimo).
2. Kesa kudoku 袈裟功徳, "Les mérites du kasâya", 1240 (Orimo).
3. Hotsu bodaishin 發心菩提, "La production de l'esprit d'éveil" (Orimo).
4. Kuyô shobutsu 供養諸佛, "La vénération des bouddhas" (Orimo).
5. Kie Buppôsôbô 歸依佛法僧寶, "Prendre refuge dans les trois trésors" (Orimo).
6. Jinshin inga 深信因果, "La foi profonde dans la causalité" (Orimo - Girard).
7. Sanjigô 三時業, "Les trois périodes du karma" (Orimo).
8. Shime 四馬, "Les quatre chevaux" (Orimo).
9. Shizen biku 四禪比丘, "Le moine dans le quatrième dhyâna" (Orimo).
10. Ippyaku hachi hômyômon 一百八法明門, "Les cent huit portes de l'éveil" (Orimo).
11. Hachi dainin gaku 八大人覺, "Les huit recommandations du grand homme" (Orimo - Deshimaru).

Els primers comentaris en foren dels seus deixebles directes, però no fou fins al segle xviii i després de la Segona Guerra Mundial que n'hi hagué altres comentaris importants al Japó. A Occident, només a la dècada dels 1970 els investigadors s'hi interessaren, primer als estats anglosaxons.
Segons el mestre Nishijima, un dels problemes de la interpretació de Dogen prové del seu ús d'una estructura que es troba arreu dels continents i segles en ciències de l'educació. Segons Philippe Cornu, "Gudo Wafu Nishijima assenyala que, per desxifrar el Shôbôgenzô, cal tenir en compte que el pensament budista que expressa se situa més enllà de les oposicions entre subjectivisme/idealisme i objectivisme/materialisme i no sols transcendeix aquestes dues maneres de representació de l'esperit humà, sinó que les sobrepassa en una filosofia de l'acció pròpia de la vida".
Dogen es dedica a pensaments altament especulatius sobre temes que recorden inevitablement els de la filosofia occidental i "fa la impressió que, de totes les figures religioses japoneses, només Dogen té la capacitat de ressonar immediatament amb la fibra filosòfica dels investigadors japonesos i occidentals, amb diferents graus d'èxit". Una comparació massa superficial a voltes ha pogut acostar Dogen a certes tradicions filosòfiques i religioses occidentals (Agustí d'Hipona, Boehme, Eckhart, Berkeley, Schelling, Kierkegaard, Nietzsche, Whitehead, Sartre, Merleau-Ponty, Heidegger...).

### Educació
En el moment de la redacció del Shobogenzo, molts creien que el budisme havia entrat en decadència, per la pèrdua successiva dels seus tres pilars: primer despertar, després pràctica, finalment ensenyar. Però per a Dogen, aquests tres pilars són "sempre lluny". Insisteix en la importància de combinar l'estudi dels textos, com fa Tiantai, amb un ensenyament més refinat, d'acord amb l'esperit zen, amb la pràctica que implica meditació i ritus ioguis.
Per a Dogen, que s'uneix així al Chan clàssic, la veritat no té essència, només existeix pels seus efectes, sobretot mitjançant la parla, és el "koan en acció" (Genjo koan). Predica un retorn a l'ensenyament original de Buda, a la manera de Nagarjuna.
Veure correctament és deixar de veure falsament, sense dualitat, i l'ull ja no és visió sinó llum. El secret n'és que no n'hi ha pas (...) La visió correcta no pensa".  Nagarjuna, a qui Dogen cita sovint, presenta el principi de dues veritats, una de mundana (convencional, basada en fets) i l'altra de definitiva (en què tot és indiferenciat, "beneït apaivagament"). Segons Dogen, aquestes dues veritats són dues cares de la mateixa veritat, i aquest caràcter diàdic és el fonament teòric que cal tenir en compte per a entendre el Shobogenzo, contingut i forma combinats, en el seu estil i la seua vibració rítmica.
Explicar, o fins i tot definir, el significat de les paraules metafòriques del text seria anar en contra del pensament de Dogen. La realitat del que està escrit depén de l'acte d'escriure: un enllaç dinàmic uneix l'escriptura, l'acte d'escriure i les seues implicacions soteriològiques i ontològiques.
Per a un lector occidental que vol superar les contradiccions del text, s'ha proposat una aproximació des de les ciències de l'educació: hi hauria quatre maneres principals d'entendre en els éssers humans, que són subjectiva/idealista, objectiva/materialista, cinèsica/en acció i poètica. L'estudi del Genjô Kôan del mestre Nishijima mostra l'aplicació d'aquesta anàlisi al Genjô Kôan.

### Aspectes literaris
El Shôbôgenzô és una recopilació de textos contraposats, en què Dôgen retorça el significat de paraules i textos de diferents tradicions budistes que comenta. Dogen utilitza un antic bilingüisme japonés-xinés les característiques gramaticals del qual (omissions freqüents del subjecte o complement considerades òbvies, temps imprecís, absència de marcador de plural, etc.) permeten al lector formular hipòtesis, produir un text sense significat teòric fix vàlid, i permeten una relació circumstancial i viva d'acord amb cada moment i evolució: "Un dels missatges principals del Shobogenzo és que no hi ha veritat ni visió fora del subjecte que percep".
El llenguatge zen en general, i l'estilística del Shôbôgenzô en particular, es caracteritzen tant per una extrema concreció en la forma com per una extrema abstracció en el contingut. La subtilesa lingüística del sinojaponés utilitzat per Dogen està constantment unida a la dimensió especulativa del seu discurs. Per tant, aquest treball requereix que el lector i el traductor hi passen una bona estona per tal de desenvolupar una profunda intimitat fins a convertir-se en una experiència: tot passa com si aquesta activitat d'escriptura, torçar, invertir, subvertir el significat, participàs en una pràctica zen, com la meditació asseguda: "És amb el reflex d'aquestes dues llengües i d'aquestes dues civilitzacions, alhora tan properes i tan diferents, que som capaços de veure i escoltar allò que no hem vist ni sentit mai abans. Així que el que ara podem veure i escoltar per primera volta, no existia abans, i només ara comença a existir".
El Shôbôgenzô és una obra de traducció i comentari, per tant d'interpretació, de kôans de l'escola zen xinesa (chan): "interpretar el koan, manipular-lo i jugar-hi, transformar-lo després fins al punt de donar a llum un nou sentit, un significat fonamentalment relacional, plural i no fix, no és altra cosa que rellegir la nostra vida com una paràbola, no seguint un principi abstracte, sinó amb estudis pràctics realitzats en un terreny bíblic i filològic il·limitat". Aquesta obra, per la seua riquesa i ambigüitat, té, doncs, un excedent de significat que li permet fugir de les limitacions històriques i ha sabut donar lloc a una proliferació discursiva, fins i tot filosòfica, en contextos diferents del seu entorn originari.

## Els fascicles
Les edicions modernes del Shôbôgenzô contenen noranta-cinc fascicles (edicions Kôzen i Honzan), sovint dividits en tres sèries. Les versions anteriors, però, n'han tingut un nombre diferent de capítols: setanta-cinc (edició Kyūsô), seixanta (edició Sôgo) o vint-i-vuit fascicles (edició Himitsu). El mateix Dogen considerava que només dotze d'aquests fascicles eren complets. Alguns capítols, els va escriure el mateix Dogen, mentre que d'altres probablement són obra dels seus deixebles. L'ordre dels fascicles és el de les versions modernes; ha anat variant segons les edicions i les èpoques.
La traducció del títol que es presenta a continuació és només orientativa, els traductors ofereixen versions molt diferents segons l'aspecte preferit per cadascú.

### Els dotze capítols dels nous manuscrits (shinsô)
1. Jukai 受戒, "La réception des préceptes" (Orimo).
2. Kesa kudoku 袈裟功徳, "Les mérites du kasâya", 1240 (Orimo).
3. Hotsu bodaishin 發心菩提, "La production de l'esprit d'éveil" (Orimo).
4. Kuyô shobutsu 供養諸佛, "La vénération des bouddhas" (Orimo).
5. Kie Buppôsôbô 歸依佛法僧寶, "Prendre refuge dans les trois trésors" (Orimo).
6. Jinshin inga 深信因果, "La foi profonde dans la causalité" (Orimo - Girard).
7. Sanjigô 三時業, "Les trois périodes du karma" (Orimo).
8. Shime 四馬, "Les quatre chevaux" (Orimo).
9. Shizen biku 四禪比丘, "Le moine dans le quatrième dhyâna" (Orimo).
10. Ippyaku hachi hômyômon 一百八法明門, "Les cent huit portes de l'éveil" (Orimo).
11. Hachi dainin gaku 八大人覺, "Les huit recommandations du grand homme" (Orimo - Deshimaru).

### Cinc capítols afegits
1. Bendôwa辨道話, "Observacions sobre la negociació del camí", 1231 ( Orimo - Faure - Deshimaru ).
2. Hokke ten hokke 法華轉法華, "La flor de lotus fa girar la flor de lotus", 1241 ( Orimo ).
3. Bodaisatta shishôbô 菩提薩埵四摂法, "Les quatre captacions del bodhisattva ", 1243 ( Orimo ).
4. Shôji生死, "Naixements i morts" ( Orimo - Vacher ).
5. Yuibutsu yobutsu唯佛與佛, "Només un Buda amb un Buda" ( Orimo - Vaquer ).

Afegint a aquests 92 textos els tres capítols següents, tenim la versió de 95 fascicles:
1. Jûundôshiki 重雲堂式, "Normes per a la Segona Sala dels Núvols", 1239.
2. Jikuimmon 示庫院文, "Ensenyaments per a l'ofici", 1246.
3. Dôshin 佛道, "L'esperit del camí".

## Traduccions
Aquesta obra, escrita al segle XIII al Japó, en una llengua sino-japonesa barrejada amb sànscrit, comenta els koans de la tradició budista en un estil el·líptic. Philippe Cornu subratlla que "la seua llengua no és la més fàcil ni tan sols per a un parlant japonés erudit; hi abunden els girs poètics, neologismes i jocs de paraules". I Y. Orimo explica que l'escriptura de Dogen consisteix a "interpretar el koan manipulant-lo i jugant-hi, transformant-lo després fins al punt de donar a llum un nou significat, un significat sobretot relacional, plural i no fixat; és com rellegir la nostra vida com una paràbola".
Bernard Faure parla d'una indecidibilitat del significat del Shôbôgenzô. Yoko Orimo subratlla que per a aquest treball en particular, "no hi ha veritat ni visió fora del subjecte que percep", i Philippe Cornu en diu que "qualsevol traducció n'és provisional, i no és inútil tornar a traduir un text ja traduït, perquè així es pot revelar un significat fins ara desapercebut o, si més no, obrir-ne noves finestres d'interpretació". Yoko Orimo també indica que el Shôbôgenzô és una obra que planteja la qüestió de la naturalesa mateixa de la transmissió, i que segons Dôgen "la traducció és de l'ordre de més, no del menys, en comparança amb el text originari. Com més es manipula, es comenta, s'interpreta i es tradueix el text, més n'augmenta el valor".
Davant d'aquesta obra, els traductors occidentals contemporanis es troben en un compromís entre dues posicions: traduir proposant un sentit determinat, el que el traductor vol transmetre, o bé traduir donant al lector una visió de l'aspecte polisèmic de l'obra. En aquest segon cas, la traducció es completa amb comentaris filològics, semàntics i filosòfics, i a vegades acompanyats de la versió original en japonés i altres possibles traduccions.

### Traducció completa de 92 o 95 fascicles
Les dues traduccions completes del francés que es proposen se situen en els dos pols possibles (proposta d'un significat/presentació de la polisèmia):
Gudo Nishijima considera que "llegir el Shobogenzo és la millor manera d'arribar a una comprensió precisa de la teoria budista perquè el mestre Dogen no tenia parió a l'hora d'entendre i explicar el budisme d'una manera racional". Els 95 textos estan recollits en 4 volums. En espanyol:
- Eihei Dōgen, Pedro Piquero i Gudō Wafu Nishijima, ed. (2013, 2014, 2015, 2016). Shōbōgenzō (Tesoro del Verdadero Ojo del Dharma). Edició completa en quatre volums. Editorial Sirià. ISBN 9788478089055.

- Eihei Dōgen, Dokushô Villalba, ed. (2015). Shōbōgenzō: La preciosa visión del Dharma verdadero. Edició parcial a dos volums. Editorial Kairós. ISBN 9788499884653.

Yoko Orimo aclareix que: "Sempre és la traducció literal, la que es manté propera al text i que conserva la "imatge" del discurs, i no la traducció literària o la traducció de segon nivell, que revela la densitat i l'aposta real del text. Tradueix 92 textos en versió bilingüe (edició original japonesa vs. francés) acompanyats d'abundants notes, i completats per una guia de lectura.
- Yoko Orimo. Shôbôgenzô (en japonés). Sully, 2019, p. 1815. ISBN 978-2-35432-328-8.
- Yoko Orimo. Le Shôbôgenzô de maître Dôgen. Sully, 2014, p. 624. ISBN 978-2-35432-127-7.

Una versió anterior presentava la traducció en 8 volums i agrupava els 92 textos per temes, complementats amb assaigs sobre aquests temes:
- Maître Dôgen. Shôbôgenzô. Sully.

1. Shôbôgenzô, 2005, p. 286. ISBN 978-2-35432-073-7.
  - Yoko Orimo. Introduction au Shôbôgenzô, p. 9-21.
  - Dôgen. Introduction - traduction et postface pour : Zazenshin - Keisei sanshoku - Muchû setsumu - Sansuikyô- Shoaku makusa- Mujô seppô- Hotsu mujôshin - Udonge : Yuibutsu yobutsu.
  - Yoko Orimo. L'Eveil et la naissance du sens dans le Shobogenzo de Maître Dôgen, p. 211-238. YOVA12.
2. Shôbôgenzô, 2006, p. 349. SOYO2. ISBN 978-2-911074-88-2.
  - Dôgen. Introduction et traduction pour : Kûge - Kômyô - Kattô - Mitsugo - Kan.non - Zenki - Tsuki - Dyoku - Baika - Ganzei - Ryûgin : Ôsaku sendaba. SODO2.
  - Yoko Orimo. Le "Jadis intime" maintenant présent, p. 239-297. YOVA2.
3. Shôbôgenzô (en francès). Sully, 2007, p. 443. SOYO3. ISBN 978-2-35432-003-4.
  - Dôgen. Introduction et traduction pour : Genjô kôan - Busshô- Ikka myôju - Kai.in zanmai- Kokyô - Uji - Juki - Shunjû - Hakujushi- Jippô - Henzan - Kajô - Soshi seirai.i - Kokû : Shôji. SODO3.
  - Yoko Orimo. Méditations du temps et de l'espace, p. 355-410. YOVA3.
4. Shôbôgenzô (en francès). Sully, 2009, p. 441. SOYO4. ISBN 978-2-35432-033-1.
  - Dôgen. Introduction et traduction pour : Gabyô - Kankin - Bukkyô - Shohô jissô - Butsudô - Hosshô - Kenbustu - Nyorai zenshin - Sanmai ô zanmai - Tenbôrin : Hokke ten hokke. SODO4.
  - Yoko Orimo. La "Vraie Loi" est le "Trésor de l’Œil", p. 281-380. YOVA4.
  - Michel Hulin. La notion de Dharma dans l'Inde classique, p. 381-388. YOHU4.
  - Genshû Imamura. Du maître zen Dôgen au maître zen Keizan : la fondation de l'école japonaise Sôtô, p. 389-400. YOGI4.
5. Shôbôgenzô (en francès). Sully, 2011, p. 431. SOYO5. ISBN 978-2-35432-048-5.
  - Dôgen. Introduction et traduction pour : Maka hannya haramitsu - Sokushin zebutsu - Gyôbutsu igi - Shin fukatoku - Kubutsushin - Daigo - Inmo - Butsukôjôji - Raihai tokuzui - Jinzu - Arakan - Sangai yuishin - Sesshin sesshô - Daishugyô - Jishô zanmai : Tashintsû. SODO5.
  - Yoko Orimo. L'éternité qui se dit comme présence, p. 299-343. YOVA5.
  - Michel Bitbol. La théorie quantique et la surface des choses, p. 344-362. YOMB5.
  - Emmanuel Cattin. Johannes Eckhart, vers la sérénité, p. 363-376. YOEC5.
6. Shôbôgenzô (en francés). Sully, 2012, p. 374. SOYO6. ISBN 978-2-35432-080-5.
  - Dôgen. Introduction et traduction pour: Zazengi - Gyôji - Busso - Sanjûshichibon bodai bunpô - Hatsu.u - Bendôwa: Bodaisatta shishôbô. SODO6.
  - Yoko Orimo. Shôbôgenzô, l'art d'interpréter, p. 253-316. YOVA6.
7. Shôbôgenzô (en francés). Sully, 2013, p. 373. SOYO7. ISBN 978-2-35432-110-9.
  - Dôgen. Introduction et traduction pour: Shinjin-gakudô - Den.e - Shisho - Darani - Senmen - Menju - Senjô - Ango: Shukke. SODO7.
  - Yoko Orimo. Shôbôgenzô comme apologie du "second", p. 231-312. YOVA7.
8. Shôbôgenzô (en francés). Sully, 2016, p. 479. SOYO8. ISBN 978-2-35432-153-6.
  - Dôgen. Introduction et traduction pour: Shukke-kudoku - Jukai - Kesai-kudoku - Hotsu-bodaishin - Kuyô-shobutsu - Kie-buppôsô-bô - Jinshin-inga - Sanjigô - Shime - Shizen-biku - Ippyakuhachi-hômyômon: Hachi-dainingaku. SODO8.
  - Yoko Orimo. Shôbôgenzô transmis avec justesse au coeur de la culture japonaise, p. 295-392. YOVA8.
  - Catherine Despeux, La transmission dans le bouddhisme chan, p. 393-419
  - Yoko Orimo, Histoire de l'établissement de l'école du zen Sôtô au Japon, p. 420-432